# آخر بازی (فیلم ۲۰۲۱)
آخر بازی (انگلیسی: Endgame) یک فیلم اکشن کمدی سیاه هنگ کنگی است که در سال ۲۰۲۱ منتشر شد. از بازیگران این فیلم می‌توان به اندی لائو اشاره کرد.